# Михей (Пхиасаявонг)

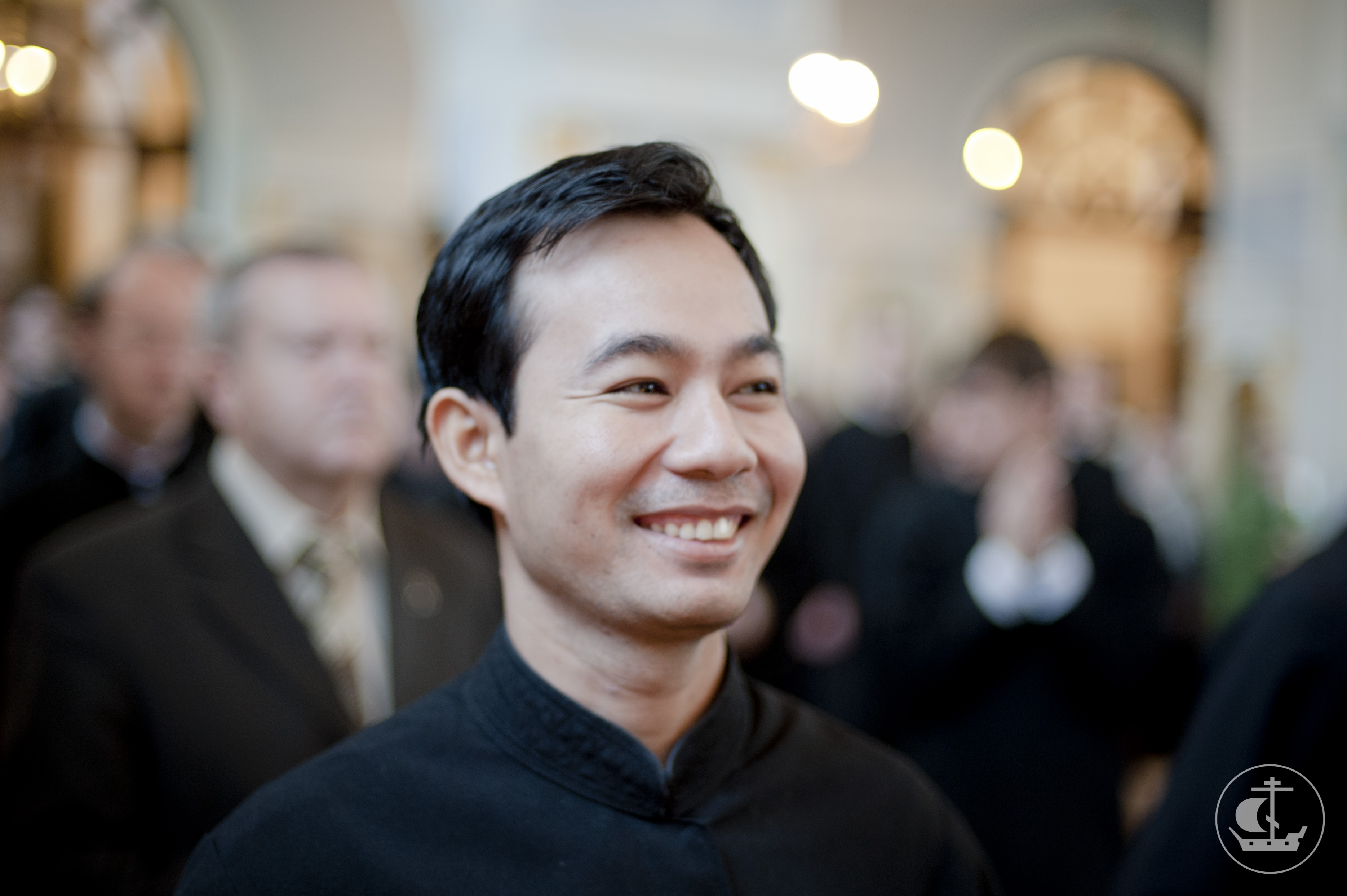

Иеромона́х Михе́й (тайск. คุณพ่อมีคาห์, в миру Тхонгкхам Пхиасайявонг, тайск. ทองคำ เพียไซยะวงศ์, tʰɔːŋkʰɑm pʰiːasajjáʔwoŋ, Тхонгкхам Пхиасаявонг, лаос. ທອງຄຳ ເພຍໄຊຍະວົງ, tʰɔːŋkʰam pʰiəsaiawoŋ, в крещении Анто́ний; 25 декабря 1987, Вьентьян) — иеромонах Русской православной церкви, клирик Николаевского собора в Бангкоке, катехизатор и миссионер, переводчик православной церковной литературы на лаосский язык.
Первый лаосец, который окончил православную семинарию, первый лаосец, ставший православным монахом, и первый лаосец, ставший православным священником

## Биография
Был крещён и конфирмован в Римско-католической церкви у себя на родине, после чего был направлен в католический центр в районе Сам Пхран недалеко от Бангкока. Вскоре католические миссионеры определили его учиться в колледже Сэнгтам (Saengtham College), планируя затем направить его в одну из католических семинарий на Филиппинах с целью подготовить его к служению в сане священника в Юго-Восточной Азии.
Ещё проживая в католической миссии, он стал в свободное время посещать русский Никольский православный приход в Бангкоке, интересоваться богословскими различиями православия и католицизма. Обучение в колледже дало ему возможность более детально ознакомиться с историей христианской Церкви и великой схизмой 1054 года.
По собственному признанию: «Во время учёбы в католической семинарии я встретил русского монаха и миссионера отца Олега [Черепанина]. Мы с ним сблизились, и он оказал на меня большое влияние. Если бы не отец Олег, я бы ничего не знал о Русской Православной Церкви. Он посвятил миссионерству всю свою жизнь, всё время пребывая в общении с людьми. Его личность привлекла меня, пожалуй, силой веры, которую я увидел. Это была настоящая преданность Богу, доверие Ему. Он не походил на обычных людей. В католической семинарии все готовятся стать монахами, но при этом многие католические священники и монахи живут, как обычные люди. Я совсем не хочу сказать, что они плохие, а отец Олег — хороший. Но в русском монашестве, по крайней мере, в той форме, в которой его представлял мой наставник, я почувствовал какую-то изначальность. Потом я увидел православное богослужение и почувствовал, что это особенный, древний способ обращения к Богу. Мне показалось, что так христиане молились и XX веков назад… Я не мог не заинтересоваться историей Русской Церкви и, соприкоснувшись с ней, отчётливо ощутил, что эта Церковь сохранила апостольскую преемственность».
Завершив второй курс обучения в католическом колледже, он покинул это учебное заведение, как и католическую миссию и обратился в Представительство Русской Православной Церкви с заявлением о своём сознательном выборе быть православным христианином. По-прежнему желая быть священнослужителем, он попросил просил предоставить ему возможность получения богословского образования в одном из православных духовных учебных заведений России. По прошествии достаточно длительного времени и испытания истинности его обращения в Православия, было принято решение присоединить его к Православной Церкви по второму чину через миропомазание и оставить для прохождения годовой практики при храме святителя и чудотворца Николая в Бангкоке, после чего ходатайствовать о его зачислении на обучение в одну из духовных семинарий России.
5 апреля 2009 года перед Божественной Литургией в храме Николая Чудотворца города Бангкока в присутствии многочисленных прихожан и богомольцев Николаевского прихода отрёкся от заблуждений Римско-католической церкви и исповедал истину Православия, громогласно прочитав неискажённый Никео-Цареградский Символ веры без добавления филиокве и представителем Русской православной церкви в Королевстве Таиланд игуменом Олегом (Черепанином) был присоединён к Православной Церкви с наречением имени Антоний в честь преподобного Антония Великого. После этого проходил послушание на Свято-Николаевском приходе Бангкока в Таиланде.
В июне 2009 году по благословению Патриарха Московского и всея Руси Кирилла определён обучаться в Сретенской духовной семинарии в Москве. Накануне 1 сентября того же года, перед отлётом из Таиланда в Россию, в Николаевском храме Бангкока состоялся напутственный молебен, за которым настоятель храма игумен Олег (Черепанин) обратился к нему с добрыми пожеланиями помощи Божией в учении, призвал строго соблюдать дисциплинарный устав Семинарии и упорно трудиться в овладении знаниями. После молебна прихожане пожелали Тонгхаму счастливого пути и просили его молитв за них у святынь Русской земли. Иерей Даниил Ванна доставил нового студента Сретенской духовной семинарии в международный аэропорт Бангкока, откуда тот вылетел в Россию.
6 октября 2010 года в Николаевском храме Бангкока были крещены его родные братья Сомпхенг и Кхампан, которые ранее приняли решение о переходе в православие под его влиянием.
В октябре 2010 года вместе с Напатрой (Наталией) Апхичатапхонг отбыл в Россию для обучения на факультете иностранных студентов Санкт-Петербургской духовной семинарии. Комитет Фонда Православной Церкви в Таиланде принял решение об оплате их транспортных расходов, а также установил стипендии, размер которых будет определяться успеваемостью студентов. Поступая в семинарию, принял решение о монашеском постриге. В 2012 году он признавался: «Я мечтаю вернуться на родину и стать миссионером. В Лаосе православный миссионер проповедует практически с нуля, ему приходится вспахивать целину, поэтому мне придётся положить на это всю жизнь. Вряд ли миссия в Лаосе совместима с тем, чтобы иметь семью. Ведь семья — это большая ответственность. Женившись и заведя детей, я уже не смогу сорваться и поехать в неведомые края. Мне нужно будет иметь дом, стабильность. Я же хочу посвятить свою жизнь именно православной миссии в Лаосе».
В соответствии с традицией публично читать в Санкт-Петербургской духовной академии молитвы на разных языках мира, 24 апреля 2011 года на Пасху в академическом храме апостола и евангелиста Иоанна Богослова, зачитал Пасхальное евангельское зачало (Ин 1:1-17) на тайском языке. 7 января 2012 года на Рождество исполнил песню на лаосском языке. 3 марта 2012 года за богослужением по «Ныне отпущаеши» прочитал Трисвятое на тайском языке.
В августе 2011 года во главе с группой прихожан Всехсвятского прихода в Паттайе, на которых возложено послушание вести миссионерскую деятельность среди местного населения, посетил Лаос, где провёл ряд миссионерских встреч и собеседований в дальних деревнях.
В 2012 году был опубликован русско-лаосский православный молитвослов, переведённый Тонгхамом совместно с Поном (Петром) Сампхетом. За основу был взят молитвослов, ранее переведённый иереем Даниилом Ванной на тайский язык.
5 октября 2013 года в академическом храме апостола и евангелиста Иоанна Богослова епископом Петергофским Амвросием был пострижен во чтеца.
В июне 2014 года окончил Санкт-Петербургскую духовную семинарию, защитив работу «Особенности православной миссии в странах Юго-Восточной Азии в странах Юго-Восточной Азии» и получил диплом бакалавра. Поскольку Антоний выразил желание принятия монашества, принято решение о направлении его в Успенскую монашескую общину в Ратчабури в качестве послушника для прохождения искуса и несения монастырских послушаний.
Вернувшись в Таиланд, приступил к переводу «Закона Божия» протоиерея Серафима Слободского на лаосский язык. Отмечалось, что перевод на лаосский язык «Закона Божия», вслед за аналогичным переводом на тайский, является прямым исполнением пожелания Патриарха Кирилла, который в бытность митрополитом Смоленским и Калининградским и председателем ОВЦС, во время посещения Таиланда обратил внимание на отсутствие вероучительной литературы на местных языках.
В начале ноября того же года становится алтарником и чтецом Троицкого храма на Пхукете. 7 декабря того же года произнёс в Троицком храме за Божественной Литургией после Запричастного стиха свою первую проповедь на тайском языке.
15 февраля 2015 года в Николаевском храме в Бангкоке архиепископом Пятигорским и Черкесским Феофилактом (Курьяновым) рукоположён в сан диакона для дальнейшего служения на приходах Русской Православной Церкви в Таиланде.
3 апреля 2016 года было издано 500 экземпляров этой книги, а представитель Русской Православной Церкви в Таиланде архимандрит Олег (Черепанин) направил Священноначалию рапорт с ходатайством о награждении диакона Тонгхама (Антония) Пхиасаявонга медалью Русской Православной Церкви, а от Представительства ему вручён ноутбук и объявлена благодарность.
8 апреля 2016 года в Свято-Успенской мужской монашеской общине в Ратчабури по благословению Патриарха Московского и всея Руси Кирилла архимандритом Олегом (Черепаниным) перед Божественной Литургией Преждеосвященных Даров был пострижен в мантию с именем Михей в честь преподобного Михея Радонежского.
21 августа 2016 года в храме Рождества святого Иоанна Предтечи на Пресне в Москве руководителем Управления Московского Патриархата по зарубежным учреждениям епископом Богородским Антонием (Севрюком) рукоположён в сан иеромонаха и награждён медалью святителя Иннокентия, митрополита Московского, за труды по переводу Закона Божия на лаосский язык. Оставлен в клире Николаевского собора в Бангкоке.
2 мая 2021 года архимандрит Олег (Черепанин) вручил иеромонаху Михею (Пхиаксаявонгу) Патриаршую награду — юбилейную медаль в честь 50-летия Автономии Японской Православной Церкви, которой о. Михей удостоен за ревностные миссионерские труды.